# Hiroyuki Shirai
Hiroyuki Shirai (17 de junho de 1974) é um ex-futebolista profissional japonês que atuava como defensor.

## Carreira
Hiroyuki Shirai representou a Seleção Japonesa de Futebol nas Olimpíadas de 1996.